# Nightmare Next Door
Nightmare Next Door è un programma televisivo documentaristico true crime statunitense del 2011, che è andato in onda dal 6 gennaio 2011 al 4 novembre 2016 negli Stati Uniti su Investigation Discovery. In Italia è andato in onda su Giallo. Il programma racconta vari crimini famosi americani.

## Trama
Il programma porta anche alcuni casi all'attenzione nazionale e racconta vari crimini americani famosi come l'omicidio McKinney, la scomparsa di Michele Anne Harris, l'omicidio di Katie Sepich e l'omicidio di Lauren Giddings. Ha anche raccontato i crimini di Eugene Britt, Alec Devon Kreider e Adam Leroy Lane.
Ci sono interviste con investigatori, ministeri pubblici, e membri di famiglia accoppiati con gli attori. La serie si concentra su crimini accadute in piccole comunità americane.

## Episodi
| Stagione         | Episodi | Prima TV USA |
| ---------------- | ------- | ------------ |
| Prima stagione   | 18      | 2011         |
| Seconda stagione | 22      | 2012         |
| Terza stagione   | 20      | 2012-2013    |
| Quarta stagione  | 20      | 2014         |
| Quinta stagione  | 23      | 2015-2016    |
| Sesta stagione   | 10      | 2016         |

### Stagione 1 (2011)
| n° | Titolo originale            | Titolo italiano | Prima TV USA      |
| -- | --------------------------- | --------------- | ----------------- |
| 1  | Death in Robert's Court     |                 | 6 gennaio 2011    |
| 2  | The Truett Street Massacre  |                 | 13 gennaio 2011   |
| 3  | Killer on South 1200 West   |                 | 20 gennaio 2011   |
| 4  | North Main Street Mystery   |                 | 27 gennaio 2011   |
| 5  | Death on Lake Lynn Drive    |                 | 3 febbraio 2011   |
| 6  | Murder on Hagadom Hill Road |                 | 10 febbraio 2011  |
| 7  | Murderer in the Midst       |                 | 9 giugno 2011     |
| 8  | Murder on Main Street       |                 | 16 giugno 2011    |
| 9  | Co-Ed Confidential          |                 | 23 giugno 2011    |
| 10 | Sea of Hate                 |                 | 30 giugno 2011    |
| 11 | Death in Santa Barbara      |                 | 7 luglio 2011     |
| 12 | No Safe Harbor              |                 | 16 luglio 2011    |
| 13 | Skeletons in the Closet     |                 | 21 luglio 2011    |
| 14 | Fallen Angels               |                 | 18 agosto 2011    |
| 15 | Death in the Family         |                 | 25 agosto 2011    |
| 16 | Heartless in the Heartland  |                 | 1 settembre 2011  |
| 17 | Conspiracy of Evil          |                 | 8 settembre 2011  |
| 18 | Midwestern Malice           |                 | 15 settembre 2011 |

### Stagione 2 (2012)
| n° | Titolo originale       | Titolo italiano          | Prima TV USA     |
| -- | ---------------------- | ------------------------ | ---------------- |
| 1  | Recipe for Murder      | Ricetta per omicidio     | 8 gennaio 2012   |
| 2  | House of Horror        |                          | 15 gennaio 2012  |
| 3  | Trouble in Tulsa       | Problemi a Tulsa         | 29 gennaio 2012  |
| 4  | The Lady Murder        | Lady Killer              | 1 marzo 2012     |
| 5  | Deadly Disloyalty      | Slealtà fatale           | 19 febbraio 2012 |
| 6  | Road to Hell           |                          | 26 febbraio 2012 |
| 7  | Burning Secret         | Il segreto               | 4 marzo 2012     |
| 8  | New England Nightmare  | Incubo nel New England   | 11 marzo 2012    |
| 9  | Murder 101             | Nel mirino               | 25 marzo 2012    |
| 10 | Flames of Passion      | Le fiamme della passione | 1 aprile 2012    |
| 11 | Little Girl Lost       | Scomparsa                | 8 aprile 2012    |
| 12 | Double Murder Inferno  | Duplice omicidio         | 15 aprile 2012   |
| 13 | One Deadly Night       | Notte fatale             | 17 giugno 2012   |
| 14 | Writing on the Wall    | Scritta sul muro         | 24 giugno 2012   |
| 15 | Big Sky Burning        | Il cielo brucia          | 1 luglio 2012    |
| 16 | Newlywed Nightmare     |                          | 8 luglio 2012    |
| 17 | Hands of Betrayal      | Tradimento               | 15 luglio 2012   |
| 18 | Heartland Homicide     | Omicidio                 | 22 luglio 2012   |
| 19 | Deadly Endings         |                          | 29 luglio 2012   |
| 20 | Death Down on the Farm | Morte di fattoria        | 5 agosto 2012    |

### Stagione 3 (2012-2013)
| n° | Titolo originale            | Titolo italiano                     | Prima TV USA     |
| -- | --------------------------- | ----------------------------------- | ---------------- |
| 1  | Murder on the Menu          | Omicidio sul menù                   | 4 dicembre 2012  |
| 2  | Prescription for Murder     | Omicidio a Honor Farm               | 11 dicembre 2012 |
| 3  | Dead of the Night           | Nel cuore della notte               | 18 dicembre 2012 |
| 4  | Wrong Way Home              | Rapimento sulla via di casa         | 25 dicembre 2012 |
| 5  | Deadly Intentions           | La donna nel mobiletto              | 8 gennaio 2013   |
| 6  | Taste of Murder             | L'omicidio del distributore d'acqua | 15 gennaio 2013  |
| 7  | Last Call                   | Il donnaiolo di Jasper              | 22 gennaio 2013  |
| 8  | Innocence Lost              | Il mostro di Portage                | 12 marzo 2013    |
| 9  | Devil in the Desert         | Il fidanzato scomparso              | 19 marzo 2013    |
| 10 | Dead End                    | Terrore nel quartiere               | 26 marzo 2013    |
| 11 | Million Dollar Murder       | Incubo a Baton Rouge                | 2 aprile 2013    |
| 12 | Cruel Intentions            | Il sindaco assassino                | 9 aprile 2013    |
| 13 | Texas Terror                | Il campo della morte                | 16 aprile 2013   |
| 14 | Out of the Past             | Omicidio sotto la pioggia           | 23 aprile 2013   |
| 15 | Country Killing             | Morte nella stalla                  | 30 aprile 2013   |
| 16 | Drink with the Devil        | Un incontro fatale                  | 7 maggio 2013    |
| 17 | Murders Under the Mistletoe | Massacro di Natale                  | 14 maggio 2013   |
| 18 | The Ties That Bind          | Morire a Philadelphia               | 28 maggio 2013   |
| 19 | Where There's Smoke         | Il delitto quasi perfetto           | 4 giugno 2013    |
| 20 | Murder in Paradise          | L'ultimo viaggio                    | 11 giugno 2013   |

### Stagione 4 (2014)
| n° | Titolo originale           | Titolo italiano                        | Prima TV USA     |
| -- | -------------------------- | -------------------------------------- | ---------------- |
| 1  | Stealing Beauty            | La bellezza rubata                     | 24 gennaio 2014  |
| 2  | Trouble in Coal Country    | Grosso guaio nella contea di Coal      | 31 gennaio 2014  |
| 3  | Deadly Deception           | Inganno mortale                        | 7 febbraio 2014  |
| 4  | Jack Be Deadly             | Il mortale Jack                        | 21 febbraio 2014 |
| 5  | Nightmare Over the Rainbow | Incubo in fondo all'arcobaleno         | 28 febbraio 2014 |
| 6  | Murder at Sunrise          | Omicidio all'alba                      | 7 marzo 2014     |
| 7  | Mile High Murder Mystery   | Omicidio misterioso in Colorado        | 14 marzo 2014    |
| 8  | Gone                       | Andata                                 | 21 marzo 2014    |
| 9  | Lone Star Mystery          | Il mistero della Stella Solitaria      | 28 marzo 2014    |
| 10 | Fallen Starr               | La scomparsa di Starr                  | 4 aprile 2014    |
| 11 | Thanksgiving Tragedy       | Tragedia nel giorno del Ringraziamento | 11 aprile 2014   |
| 12 | Highway to Hell            | Autostrada per l'inferno               | 18 aprile 2014   |
| 13 | Madison Murder Mystery     | Misterioso omicidio a Madison          | 25 aprile 2014   |
| 14 | The Art of Murder          | L'arte di uccidere                     | 2 maggio 2014    |
| 15 | Small Town Secret          | Segreti di provincia                   | 9 maggio 2014    |
| 16 | Death in the Dark          | Omicidio al buio                       | 23 maggio 2014   |
| 17 | Bloodshed in Biloxi        | Massacro a Biloxi                      | 30 maggio 2014   |
| 18 | Murder in the Night        | Morire a Philadelphia                  | 6 giugno 2014    |
| 19 | Death in Daytona           | Daytona                                | 13 giugno 2014   |
| 20 | Memorial Day Murder        | L'omicidio del Memorial Day            | 20 giugno 2014   |

### Stagione 5 (2015-2016)
| n° | Titolo originale      | Titolo italiano       | Prima TV USA      |
| -- | --------------------- | --------------------- | ----------------- |
| 1  | Daylight Abduction    | L'ultima colazione    | 9 luglio 2015     |
| 2  | Left for Dead         | In fin di vita        | 30 luglio 2015    |
| 3  | Hilltop Horror        | Terrore sulla collina | 6 agosto 2015     |
| 4  | Hair of the Dog       | Peli di cane          | 13 agosto 2015    |
| 5  | Into the Woods        | Nel bosco             | 20 agosto 2015    |
| 6  | Murder in Omaha       | Delitto a Ohama       | 27 agosto 2015    |
| 7  | Bewitching Hour       | L'ora delle streghe   | 10 settembre 2015 |
| 8  | Love Addicted         |                       | 1 novembre 2015   |
| 9  | Window Peeper         |                       | 8 novembre 2015   |
| 10 | Curious Paintball     |                       | 15 novembre 2015  |
| 11 | Love Triangle         |                       | 22 novembre 2015  |
| 12 | Roaring House         |                       | 29 novembre 2015  |
| 13 | Killer Instinct       |                       | 6 dicembre 2015   |
| 14 | Broken Promises       |                       | 13 dicembre 2015  |
| 15 | Grudge Bare           |                       | 20 dicembre 2015  |
| 16 | Evil Kin              |                       | 3 gennaio 2016    |
| 17 | Murder in the Morning |                       | 10 gennaio 2016   |
| 18 | Ohio State Sniper     |                       | 17 gennaio 2016   |
| 19 | Orange Grove Cruelty  |                       | 24 gennaio 2016   |
| 20 | Money Hunger          |                       | 31 gennaio 2016   |
| 21 |                       |                       |                   |
| 22 |                       |                       |                   |
| 23 |                       |                       |                   |

### Stagione 6 (2016)
| n° | Titolo originale                   | Titolo italiano                | Prima TV USA      |
| -- | ---------------------------------- | ------------------------------ | ----------------- |
| 1  | The Key to Murder                  | La chiave del delitto perfetto | 2 settembre 2016  |
| 2  | The Unwelcome Wagon                | Amori da incubo                | 9 settembre 2016  |
| 3  | Dear Katherine, It's Me the Killer | Lettera dall'assassino         | 16 settembre 2016 |
| 4  | Criss-Cross Killer                 | Delitti incrociati             | 23 settembre 2016 |
| 5  | Death Takes a Toll                 | L'alibi perfetto               | 30 settembre 2016 |
| 6  | Sex, Money and Murder              | Una vita complicata            | 7 ottobre 2016    |
| 7  | The Art of Murder                  | L'arte di uccidere             | 14 ottobre 2016   |
| 8  | Everyone Has a Motive              | Omicidio a sangue freddo       | 21 ottobre 2016   |
| 9  | Only the Good                      | Una vita per gli altri         | 28 ottobre 2016   |
| 10 | A Strange Trust                    | Una strana verità              | 4 novembre 2016   |